# ناتروژاروسیت
ناتروژاروسیت  (به انگلیسی: Natrojarosite) با فرمول شیمیایی  از مجموعه کانی هاست و به آهستگی در اسید کلریدریک حل می‌شود. به دلیل ترکیب شیمیایی و نزدیکی با جاروزیت (ژاروزیت) است. به آهستگی در اسید کلریدریک حل می‌شود. Na2O:۶٫۴۰٪  Fe2O۳:۴۹٫۴۲٪  SO۳:۳۳٫۰۴٪  H2O:۱۱٫۱۴٪  برای اولین بار در آمریکا - نوادا کشف شد و از نظر شکل بلور: ورقه‌ای - پهن و کوتاه، رنگ: زرد - زرد تا قهوه ای، شفافیت: شفاف - نیمه شفاف، جلا: شیشه‌ای - کدر، رخ: خوب، سیستم تبلور: رمبوئدریک و در رده‌بندی سولفات است  و منشأ تشکیل آن ثانوی است.
همایند کانی‌شناسی (پارانژ) آن - ژیپس- آلونیت- ژاروزیت- لیمونیت است
، از نظر ژیزمان بلور- اگرگات دانه‌ای خاکی - قشری تقریباْ کمیاب است و بیشتر در آلمان غربی، چک اسلواکی، ایتالیا، آمریکا، شیلی و مکزیک یافت می‌شود.

## منبع
- پردیس کشاورزی ایران